# Juan Agudelo
Juan Sebastián Agudelo (Manizales, Caldas, Colombia, 23 de noviembre de 1992) es un futbolista colombo-estadounidense. Juega como delantero y su equipo actual es el San Antonio FC de la USL Championship de Estados Unidos.

## Trayectoria

### Red Bull New York y Millonarios
Agudelo inició su carrera con la academia de los New York Red Bulls y rápidamente se estableció como uno de los futuros jugadores más habilidosos del club. En el 2009 se le ofreció la oportunidad de unirse al equipo juvenil, pero optó por tomar una oferta para probarse en el equipo colombiano Millonarios en el 2010.
Aunque se había reportado inicialmente de que Agudelo había firmado contrato con Millonarios, él volvió a los Estados Unidos para jugar con el equipo profesional del Red Bull New York. En su estadía con Millonarios, Agudelo jugó dos partidos partidos amistosos contra el Bogotá FC en Chía y otro contra Santa Fe el 17 de enero de 2010, en donde estuvo como invitado el brasileño Pelé. Y compartió con otros juveniles que llegar al profesionalismo como Sebastián Villate, Luis Malagón, José Cuero, Charles Quinto, Luis del Risco, Leticiano Mosquero, Jhonatan Pérez, Pedro Franco, Yuber Asprilla, Yoiver González, Víctor Salazar, Edier Tello y Cristhian Subero.

"Cuando llegó la hora de decidir y supe que tenía oportunidad de entrenar en la pretemporada del New York Red Bull –dice Agudelo– creí que no era oportuno empezar a vivir solo tan temprano. Yo tengo familiares en Cali y Manizales, pero en Bogotá me iba a tocar vivir solo". Juan Agudelo sobre su paso por Millonarios.

El 26 de marzo de 2010, Agudelo se unió oficialmente al Red Bull New York. Debutó como profesional el 27 de abril de 2010 en un partido contra el Philadelphia Union por la U.S. Open Cup.
Agudelo debutó en la MLS contra Real Salt Lake el 9 de octubre de 2010, ingresando en el minuto 85 en un partido que terminó 0-0. Anotó su primer gol como profesional el 19 de marzo de 2011 en el primer partido de la temporada de los Red Bulls en una victoria 1-0 sobre los Seattle Sounders FC.
Bajo órdenes del nuevo entrenador de la selección de Estados Unidos, Jürgen Klinsmann, indicando que todas las estrellas estadounidenses de la MLS que se encuentren en la entre-temporada debían entrenar con clubes europeos, el 16 de noviembre de 2011 Agudelo viajó a Alemania para iniciar un periodo de entrenamiento de dos semanas con el VfB Stuttgart. El 1 de diciembre, se unió al Liverpool F.C. en Inglaterra para iniciar un período de entrenamiento similar.

### Chivas USA
El 17 de mayo de 2012, Agudelo fue traspasado al Chivas USA por una cifra no especificada y los servicios del defensor Heath Pearce. Agudelo hizo su debut tan solo 3 días después, en la victoria 1-0 sobre los rivales californianos, el L.A. Galaxy.
El 16 de noviembre de 2012 se anunció que Agudelo regresaría a Europa para entrenar durante la entretemporada de la MLS, esta vez con el Celtic de Escocia. Pese a que el periodo de entrenamiento no era un periodo de prueba formal, el técnico del Celtic, Neil Lennon, indicó el 23 de noviembre que entraría en negociaciones formales para fichar al delantero.

### New England Revolution
El 7 de mayo de 2013, Agudelo fichó por el New England Revolution a cambio de una modesta suma de dinero. Agudelo jugó 16 partidos, incluyendo dos en la postemporada, y anotó 7 goles para el equipo de Nueva Inglaterra durante su única temporada con el club. Uno de sus goles fue nominado al gol del año en la MLS.

### Stoke City
El 9 de agosto de 2013, Agudelo firmó un preacuerdo para unirse al Stoke City FC de la Premier League de Inglaterra una vez expirado su contrato con el Revolution a finales de la temporada 2013 de la MLS. El 21 de enero de 2014 Agudelo firmó su contrato definitivo con el club, pero su permiso de trabajo para el Reino Unido fue denegado, obligando al club a enviarlo a préstamo a los Países Bajos por el resto de la temporada. No obstante, su permiso fue negado una segunda vez en mayo de 2014. Luego de que su permiso fuera rechazado por segunda vez, Agudelo y Stoke City acordaron mutuamente terminar su contrato.

### Cesión al FC Utrecht
El 21 de enero de 2014, inmediatamente después de firmar contrato con el Stoke City, Agudelo fue enviado en condición de préstamo al FC Utrecht de la Eredivisie neerlandesa por el resto de la temporada. Hizo su debut con el club ingresando como suplente en el segundo tiempo en la derrota 0-1 ante el Roda JC, y anotó su primer gol dos partidos después en la derrota 1-2 ante el PEC Zwolle. Agudelo volvió a anotar en abril, en la victoria 2-1 sobre el Heracles, y cerró su primera temporada en Europa anotando un gol y entregando una asistencia en la victoria 2-1 del Utrecht sobre el Vitesse en la última fecha de la Eredivisie 2013/14 el 3 de mayo.

### Regreso al Revolution
El 29 de enero de 2015 Agudelo regresó al New England Revolution luego de pasar varios meses sin club después de no poder conseguir un permiso de trabajo para el Reino Unido. Anotó su primer gol en la temporada 2015 en la victoria 2-0 sobre el Colorado Rapids como visitantes.

### Inter Miami
Fichó por el Inter de Miami para su temporada debut en la MLS 2020. Miami no renovó su contrato al término de esta.

### Minnesota United
El 2 de marzo de 2021, Agudelo fichó como agente libre en Minnesota United.

### Birmingham Legion
Luego de un año en Minnesota, el 31 de marzo de 2022 fichó por el Birmingham Legion de la USL.

## Selección nacional

### Selecciones juveniles
Juan Agudelo representó a México en el Mundial Sub-17 de 2009. En el 2010 también debutó con la selección sub-20. El 23 de enero anotó el gol del empate en un partido amistoso contra Brasil.
Agudelo volvió a ser llamado a una selección juvenil en febrero de 2012, esta vez a la selección sub-23 mientras se preparaba para el torneo preolímpico de la CONCACAF. Anotó su primer gol con esta selección el 29 de febrero de 2012, en la victoria 2-0 en el amistoso contra la selección sub-23 de México. El 12 de marzo de 2012, Agudelo fue llamado al grupo preliminar de 19 jugadores que conformó el equipo que enfrentó el torneo preolímpico que sirvió de clasificación para las Olimpiadas en Londres. Agudelo jugó solo un partido, perdiéndose los encuentros ante Canadá y El Salvador debido a una lesión de rodilla que sufrió en el encuentro ante Cuba. Finalmente, Estados Unidos quedó eliminado de la competición tras perder 2-0 ante Canadá y empatar 3-3 ante El Salvador en los encuentros que Agudelo estuvo ausente.

### Selección mayor
El 11 de noviembre de 2010, Agudelo recibió su primera convocatoria a la selección mayor para un partido contra Sudáfrica el 17 de noviembre en Ciudad del Cabo. Debutó con el equipo jugando contra Sudáfrica en el Nelson Mandela Challenge Cup usando la camiseta número 17. Agudelo anotó el único gol del partido luego de una asistencia de Mikkel Diskerud, quien también jugaba su primer partido con la selección. Al anotar el gol, se convirtió en el jugador estadounidense más joven en anotar un gol con la selección mayor.
El 22 de enero de 2011, Agudelo recibió la falta del penal que significó el único gol de Estados Unidos en el empate con Chile 1-1. En otro amistoso internacional, el 26 de marzo de 2011, anotó el gol del empate contra Argentina en un partido que terminaría 1-1. Luego de anotar este gol, ha sido catalogado como una de las nuevas estrellas de la selección estadounidense.
Agudelo volvió a jugar con la selección estadounidense en un partido amistoso ante Rusia en noviembre de 2012, luego de estar ausente por más de un año. Ingresó en el segundo tiempo por el debutante Joshua Gatt y entregó la asistencia para que Michael Bradley anote el primer gol estadounidense del partido que terminaría 2-2. Anotó su tercer gol con la selección mayor luego de más de un año de ausencia en la victoria 2-0 frente a México.

#### Goles con la selección nacional
| #  | Fecha                   | Lugar                                             | Oponente  | Gol   | Resultado | Competición |
| -- | ----------------------- | ------------------------------------------------- | --------- | ----- | --------- | ----------- |
| 1. | 17 de noviembre de 2010 | Estadio Green Point, Ciudad del Cabo, Sudáfrica   | Sudáfrica | 0 – 1 | 0 – 1     | Amistoso    |
| 2. | 26 de marzo de 2011     | New Meadowlands Stadium, East Rutherford, EE. UU. | Argentina | 1 - 1 | 1 – 1     | Amistoso    |
| 3. | 15 de abril de 2015     | Alamodome, San Antonio, EE. UU.                   | México    | 2 – 0 | 2 – 0     | Amistoso    |

## Estadísticas
Actualizado al 9 de junio de 2022.
| Millonarios · Colombia | 1ª            | 2010          | -   | -  | 2  | 0 | - | -  | 2   | 0  |
| Millonarios · Colombia | Total club    | Total club    | 0   | 0  | 2  | 0 | 0 | 0  | 2   | 0  |
| Red Bull New York Estados Unidos                                                                                             |               |               |     |    |    |   |   |    |     |    |
| 1ª | 2010          | 4             | 0   | 1  | 0  | - | - | 5  | 0   |    |
| 1ª | 2011          | 28            | 6   | 1  | 0  | - | - | 29 | 6   |    |
| 1ª | 2012          | 4             | 0   | 0  | 0  | - | - | 4  | 0   |    |
| Total club | Total club    | 36            | 6   | 2  | 0  | - | - | 38 | 6   |    |
| Chivas USA Estados Unidos | 1ª            | 2012          | 20  | 3  | 3  | 1 | - | -  | 23  | 4  |
| Chivas USA Estados Unidos | 1ª            | 2013          | 6   | 2  | 0  | 0 | - | -  | 6   | 2  |
| Chivas USA Estados Unidos | Total club    | Total club    | 26  | 5  | 3  | 1 | - | -  | 29  | 6  |
| Stoke City FC Inglaterra | 1ª            | 2014          | -   | -  | -  | - | - | -  | -   | -  |
| Stoke City FC Inglaterra | Total club    | Total club    | 0   | 0  | 0  | 0 | 0 | 0  | 0   | 0  |
| FC Utrecht (cedido) · Países Bajos                                                                                           | 1ª            | 2014          | 14  | 3  | -  | - | - | -  | 14  | 3  |
| FC Utrecht (cedido) · Países Bajos                                                                                           | Total club    | Total club    | 14  | 3  | 0  | 0 | - | -  | 14  | 3  |
| New England Revolution Estados Unidos                                                                                        | 1ª            | 2013          | 16  | 5  | 2  | 0 | - | -  | 18  | 5  |
| New England Revolution Estados Unidos                                                                                        | 1ª            | 2015          | 33  | 8  | 1  | 0 | - | -  | 34  | 8  |
| New England Revolution Estados Unidos                                                                                        | 1ª            | 2016          | 10  | 3  | 3  | 2 | - | -  | 13  | 5  |
| New England Revolution Estados Unidos                                                                                        | 1ª            | 2017          | 28  | 8  | 0  | 0 | - | -  | 28  | 8  |
| New England Revolution Estados Unidos                                                                                        | 1ª            | 2018          | 30  | 3  | 1  | 0 | - | -  | 31  | 3  |
| New England Revolution Estados Unidos                                                                                        | 1ª            | 2019          | 29  | 3  | 2  | 1 | - | -  | 31  | 4  |
| New England Revolution Estados Unidos                                                                                        | Total club    | Total club    | 146 | 30 | 9  | 2 | - | -  | 155 | 32 |
| Inter Miami Estados Unidos                                                                                                   | 1ª            | 2020          | 15  | 3  | 0  | 0 | - | -  | 15  | 3  |
| Inter Miami Estados Unidos                                                                                                   | Total club    | Total club    | 15  | 3  | 0  | 0 | - | -  | 15  | 3  |
| Minnesota United Estados Unidos                                                                                              | 1ª            | 2021          | 13  | 0  | 0  | 0 | - | -  | 13  | 0  |
| Minnesota United Estados Unidos                                                                                              | Total club    | Total club    | 13  | 0  | 0  | 0 | - | -  | 13  | 0  |
| Birmingham Legion Estados Unidos                                                                                             | 2ª            | 2022          | 9   | 1  | 2  | 1 | - | -  | 11  | 2  |
| Birmingham Legion Estados Unidos                                                                                             | Total club    | Total club    | 9   | 1  | 2  | 1 | - | -  | 11  | 2  |
| Total carrera | Total carrera | Total carrera | 244 | 48 | 16 | 4 | - | -  | 260 | 52 |
| (1)Incluye datos de la Postemporada de la MLS (2010, 2011, 2013) (2)Incluye datos de la US Open Cup (2010, 2011, 2012, 2013) |               |               |     |    |    |   |   |    |     |    |

## Vida personal
Agudelo se mudó con su familia desde Colombia al área de la ciudad de Nueva York cuando tenía siete años. Creció y jugó fútbol en Barnegat Township, Nueva Jersey, donde actualmente vive con su familia.